# Fall Out Boy/Project Rocket Split EP
Fall Out Boy/Project Rocket Split EP je split EP, které v roce 2002 vydaly americké rockové kapely Fall Out Boy a Project Rocket. Je zároveň první oficiální nahrávkou obou kapel.

## Seznam písní
Skladby 1–3 od Project Rocket, 4–6 od Fall Out Boy
1. Formula For Love
2. You Charlatan
3. Someday
4. Growing Up
5. Switchblades and Infidelity
6. Moving Pictures